# Sara Montiel
Sara Montiel, nome artístico de María Antonia Alejandra Vicenta Elpidia Isidora Abad Fernández, (Campo de Criptana, 10 de março de 1928 – Madrid, 8 de abril de 2013), também conhecida como Sarita Montiel ou Saritísima foi uma atriz e cantora espanhola, com atuação no México e nos Estados Unidos (Hollywood).

## Biografia
Sara Montiel nasceu no seio de uma família humilde que vivia da agricultura, já que seu pai era um lavrador. Desde muito pequena María Antonia se destacou por sua beleza e seus dotes artísticos, os quais impressionaram Don Vicente Casanova, um influente agricultor (e que era um dos donos de uma companhia de publicidade chamada CIFESA, da Espanha). Este a viu e a ouviu cantar  durante uma procissão da Semana Santa de Orihuela, em Alicante, província de Espanha. Don Vicente fez com que a jovem María Antonia recebesse um treinamento básico em declamação e canto.
Seu primeiro filme foi Te quiero para mí aparecendo como atriz coadjuvante no elenco, fazendo María Alejandra, mas foi a partir de Empezó en boda onde ela usaria o nome artístico de Sara Montiel.
Seu papel de primeira importância foi em Locura de amor, a que se seguiu La mies es mucha, Pequeñeces e El capitán veneno. Sua grande beleza e talento permitiram que ela conseguisse grandes sucessos, mas o cinema espanhol da época era muito pequeno para uma estrela como Sara Montiel, que foi tentar a sorte fora de seu país, no México e nos Estados Unidos, onde chegou a trabalhar em Hollywood.

## Carreira artística

### Atriz de Hollywood e o seu estrelato
Graças ao êxito do filme Locura de amor, Sara Montiel chamou a atenção da indústria de fala hispânica mais importante do mundo na época, o México do Cine de Oro e imediatamente se transformou numa das estrelas do momento, junto com María Félix, Miroslava e Katy Jurado. Também trabalhou com os grandes atores da época: Augustín Lara, Arturo de Córdova, Pedro Infante... Filmou mais de uma dezena de produções, destacando: Cárcel de mujeres, Piel Canela, Furia salvaje e Se solicitan modelos, entre outras.
Devido a sua beleza e talento logo chamou a atenção da indústria norte-americana, que precisava de estrelas hispânicas, na linha de Rita Hayworth. As interpretações em Cárcel de mujeres e Piel Canela abriram portas para entrar em Hollywood em 1954, como uma nova Gilda.
Sua primeira interpretação foi pelas mãos, nada mais, nada menos que do mítico Gary Cooper, em Veracruz, de Robert Aldrich, junto a intérpretes importantes da época como Burt Lancaster, Denise Darcel e um jovem chamado Charles Bronson. Consegue índices de popularidade que jamais havia conseguido uma artista espanhola. E depois deste filme aparece Serenade, junto a Joan Fontaine, o tenor Mario Lanza e Vincent Price. Nas rodagens desse filme conheceu aquele que foi o seu primeiro marido: Antony Mann, diretor do filme. Por último, roda Yuma (também chamada Run of the arrow), junto a Rod Steiger (que teve popularidade em sua velhice pelo vilão de O Especialista, com Silvester Stallone e Sharon Stone).
Sara Montiel (conhecido na Espanha como Sarita Montiel) teve destaque em Hollywood; manteve certa amizade com personalidades muito importantes do cinema, como Marlon Brando, James Dean, ou a filha de Alfred Hitchcock. Uma fotografia que Sara fez com Dean, é a última que se conhece do mito de Juventude Transviada. Foi com esta mesma foto que se anunciou a morte de James Dean num acidente de carro por todo o mundo.
Ainda que tivesse projetos para realizar outro filme como The American ou Burning Hills, um deles junto a Paul Newman, o destino deu outro rumo a sua carreira e desde então diminiu suas atuações em Hollywood.
Depois de uma férias, rodou na Espanha um filme de baixo orçamento sob as ordens de Juan de Orduña, que realizou mais por amizade e gratidão que por dinheiro: El ultimo cuplé. Ainda assim o filme fez um sucesso imenso de bilheteria, e fez de Montiel uma das artistas mais requisitadas do mundo. Como conseqüência, firmou um contrato milionário para realizaz filmes de produções européias (hispano-francesas-italianas) que fizeram dela a maior atriz de fala hispânica da década de 50-60.
Depois de El ultimo cuplé seguiram La Violetera, Carmen la de Ronda, Mi último tango, Pecado de Amor, La bella Lola, La dama de Beirut, La reina del Chantecler, Noches de Casablanca, La mujer perdida, Varietés e Cinco almohadas para una noche.

### A carreira de cantora
Como cantora conseguiu grandes sucesso em sua carreira, sobretudo quando trouxe de volta a moda o “cuplé” com sua insinuante forma de cantar. Seu estilo pessoal é inconfundível; boleros como Contigo Aprendí ou Besame Mucho deram a volta ao mundo com sua voz. Mas sem dúvida a canção com a qual sempre será identificada é Fumando espero, que na época de sua gravação, fumar era tido como algo elegante, mas que hoje é mal-visto.
Seu último filme, Cinco almohadas para una noche, não conseguiu o sucesso das anteriores, O cinema espanhol vivia a época do “destape” (uma espécie de chanchada dos fins do governo de Franco). Sara Montiel decidiu então separar-se desse tipo de filme e se entregou por inteiro ao teatro, como já haviam feito outras estrelas. Espetáculos musicais como Doña Sara de la Mancha, demonstraram incrível capacidade para encantar o público, agora a partir de um cenário, de onde podiam ver a diva ao vivo, diretamente. Saritísima ou Saritízate são dois exemplos dos muitos espetáculos teatrais que Sara Montiel apresentou com bastante êxito.
Na televisão protagonizou dois programas: Sara y punto, realizado por Eduardo Stern e Ven al paralelo com o qual esteve duas temporadas, sendo então a indiscutível rainha do espetáculo de Barcelona u de TVE-2 (rede educativa estatal espanhola).

## Vida pessoal

### Vida amorosa
Grande conhecedora do amor, viveu importantes relações, e teve vários casamentos;
Os três que conseguiram levá-la ao altar foram nesta ordem:
Anthony Mann, o diretor de cinema norte-americano com quem se casou em 1957 em Hollywood (primeiro em “articulo mortis” – ocasião em que se realiza o casamento quando um dos cônjuges correm risco de morte – por conselho da filha do diretor e, posteriormente restabelecido da doença de Mann, se tornando seu primeiro marido). Sara havia conhecido Mann nas filmagens de Dos pasiones y un amor (Serenade), e trabalhado junto a Mario Lanza e Joan Fontaine. O divórcio veio em 1963.
Seu segundo marido foi o industrial Vicente Ramírez Olalla, a quem Sara chamava carinhosamente de “Chente”. Casaram-se diante de um grupo pequeno de convidados na Igreja de Montserrat, em Roma, com cerimônia oficiada pelo abade mitrado do Valle de los Caídos, Frei Justo Pérez de Urbel. Contudo, o sonhado matrimônio durou apenas dois meses.
O homem de sua vida foi o empresário e jornalista de Mallorca Pepe Tous, com quem se casou depois de dez anos de vida juntos. Adotaram dois filhos: Thais e Zeus. Pepe Tous morreu e deixou Sara sozinha cuidando de seus dois filhos.
Outros homens importantes na vida de Sara foram Ernest Hemingway, que ensinou Sara a fumar charutos cubanos. James Dean, com quem dizem que viveu um romance de filme, inclusive esteve a ponto de viajar com o ator, no dia em que ele sofreu o acidente que lhe custou a vida.
León Felipe. Sara foi a musa e a maior inspiração do importante escritor e poeta espanhol para "La Mancha en tí, mujer, y en mi corazón el dardo". Palavras que o grandioso poeta dedicou a sua amada Sara, e a quem, em uma ocasião, chegou a dizer: "Eres demasiado bella para el cine, lo tuyo es el teatro" (Você é linda demais para o cinema, teu lugar é o teatro).
Com Gary Cooper, Sara viveu um de seus mais belos romances. Conheceram-se durante as filmagens de Veracruz e entre eles se fazia uma piadinha muito curiosa: a primeira vez que Sara fez amor com ele, aconteceu por causa de um equívoco da atriz, pois Sara não sabia falar o inglês muito bem, e muito menos ler em inglês, coisa que fazia com a ajuda do intérprete, e isso de maneira fonética. Uma das frases que a personagem de Sara tinha que dizer ao de Cooper era: “Você quer lutar (em inglês, fight) comigo e com os meus por meu povo?”, mas ela errou e ao invés de usar a palavra fight, acabou soando fuck e aí a frase ficou “Você quer foder comigo...”, ao que Cooper, respondeu com um sonoro “Yes!”. Sara recorda que quando estava abraçada ao ator lhe sussurrava cantando “Because of you”. Até o final da vida de Cooper eles mantiveram uma amizade e na última visita que o mito de Hollywood fez à Espanha, estava muito doente. Ao descer do avião a primeira coisa que perguntou foi: “Onde está my Montielita?”.
Miguel Mihura, foi, além de um amor importante na vida de Sara, seu Pigmaleão. Sara chegou a pedi-lo em casamento, mas apesar de ter sido publicada a notícia, não chegaram a unirem-se em matrimônio.
Indalecio Prito, um político da esquerda a quem Sara conheceu quando estava no exílio, foi uma relação curta, mas da qual Sara guardou uma grande lembrança.
Maurice Ronet, para Sara companheiro e amante, trabalhou com ela em Carmen la de Ronda, Mi último tango e Noches de Casablanca, vivendo uma apaixonado romance que ultrapassou as telas.
Com Giancarlo del Duca, trabalhou La mujer perdida e La dama de Beirut, e viveram um romance de ele decidiu terminar. Quando Pepe Tours morreu, Giancarlo apareceu de novo na sua vida e o romance voltou de novo. Mas “Gianca”, como ela lhe chamava, enganou Sara e apesar de se falar de casamento entre ambos, ela decidiu cortar a relação por definitivo.
Seu último e muito controvertido matrimônio civil foi com o jovem cubano Tony Hernández. A união se rompeu em poucos meses.
Montiel faleceu de insuficiência cardíaca congestiva em sua casa, em Madrid, aos 85 anos. Ela foi enterrada no Cemitério de San Justo.

## Filmografia
- Te Quiero para Mi - 1944 (crédito como "Maria Alejandra")
- Empezó en Boda - 1944
- Bambu" - 1945
- Se Le Fue El novio - 1945
- El Misterioso Viajero del Clipper -1946
- Por El Gran premio - 1946
- Vidas Confusas - 1947
- Confidencia - 1947
- Mariona Rebull - 1947
- Don Quijote de la Mancha - 1947
- Alhucemas - 1948
- Locura de amor - 1949
- La Mies es Mucha - 1949
- Pequeñeces - 1950
- That Man from Tangier -1950
- Furia Roja - 1950
- Cárcel de mujeres - 1951
- Ahí viene Martín Corona - 1951
- El Enamorado - 1951
- Ella, Lucifer y Yo - 1952
- Yo Soy Gallo Dondequiera - 1952
- Piel Canela - 1953
- Porque Ya No Me Quieres - 1953
- Se Solicitan Modelos - 1954
- Frente Al Pecado De Ayer - 1954
- Yo No Creo en Los Hombres - 1954
- Vera Cruz - 1954
- Donde el círculo termina - 1955
- Serenade - 1956
- Run of the Arrow - 1957
- El último cuplé - 1957
- La Violetera - 1958
- Carmen la de Ronda - 1958
- Mi Último Tango - 1960
- Pecado de Amor - 1961
- La Bella Lola - 1962
- Noches De Casablanca - 1963
- Samba - 1964
- La Dama de Beirut - 1965
- La Mujer Perdida - 1966
- Tuset Street - 1967
- Esa Mujer - 1969
- Varietés - 1971
- Cinco Almohadas para una Noche - 1973
- Asaltar los Cielos (documentário - 1996)
- Sara Una Estrella (documentário - 2001)
- Machin, Toda Una Vida (documentário - 2002)
- Mil nubes de paz - 2003
- La mala educación - 2004

## Discografia
- Sara Montiel en Mexico
- El Último Cuple
- La Violetera
- Baile con Sara Montiel
- Carmen la de Ronda
- Besos de Fuego
- Mi Último Tango
- El Tango
- Pecado de Amor
- La Bella Lola
- Noches de Casablanca
- Samba
- La Dama de Beirut
- Canta Sarita Montiel
- Esa Mujer
- Sara
- Varietés
- Sara... Hoy
- Saritisima
- Anoche con Sara
- Purisimo Sara
- Sara de Cine
- Sara a Flor de Piel
- Amados Mios
- Todas las Noches a las Once
- Sara Montiel la Diva
- Sara Montiel la Leyenda